# Havrylivka (Oblast' di Cherson)
Havrylivka (in ucraino Гаврилівка?; in russo Гавриловка?, Gavrilovka) è un centro abitato dell'Ucraina.